# Đội tuyển bóng đá quốc gia Bénin
Đội tuyển bóng đá quốc gia Bénin (tiếng Pháp: Équipe du Bénin de football) là đội tuyển cấp quốc gia của Bénin do Liên đoàn bóng đá Bénin quản lý.
Trận thi đấu quốc tế đầu tiên của đội tuyển Bénin là trận gặp đội tuyển Nigeria vào năm 1959. Đội đã 4 lần tham dự cúp bóng đá châu Phi vào các năm 2004, 2008, 2010, 2019, trong đó thành tích cao nhất là lọt vào tứ kết (2019).

## Danh hiệu
- Vô địch WAFU Cup: 0

Hạng ba: 2013

## Thành tích tại các giải đấu

### Giải vô địch thế giới
Bénin chưa lọt vào một vòng chung kết Giải bóng đá vô địch thế giới nào.
| Năm           | Thành tích               |
| ------------- | ------------------------ |
| 1930 đến 1970 | Không tham dự            |
| 1974          | Không vượt qua vòng loại |
| 1978 đến 1982 | Không tham dự            |
| 1986          | Không vượt qua vòng loại |
| 1990          | Không tham dự            |
| 1994          | Không vượt qua vòng loại |
| 1998          | Không tham dự            |
| 2002 đến 2022 | Không vượt qua vòng loại |

### Cúp bóng đá châu Phi
Bénin từng 4 lần tham dự vòng chung kết Cúp bóng đá châu Phi, trong đó thành tích tốt nhất là lọt vào tứ kết (2019).
| Cúp bóng đá châu Phi | Cúp bóng đá châu Phi     | Cúp bóng đá châu Phi     | Cúp bóng đá châu Phi     | Cúp bóng đá châu Phi     | Cúp bóng đá châu Phi     | Cúp bóng đá châu Phi     | Cúp bóng đá châu Phi     | Cúp bóng đá châu Phi     |
| Năm                  | Vòng                     | Hạng                     | Pld                      | W                        | D                        | L                        | GF                       | GA                       |
| -------------------- | ------------------------ | ------------------------ | ------------------------ | ------------------------ | ------------------------ | ------------------------ | ------------------------ | ------------------------ |
| 1962                 | Không tham dự            | Không tham dự            | Không tham dự            | Không tham dự            | Không tham dự            | Không tham dự            | Không tham dự            | Không tham dự            |
| 1963                 | Không tham dự            | Không tham dự            | Không tham dự            | Không tham dự            | Không tham dự            | Không tham dự            | Không tham dự            | Không tham dự            |
| 1965                 | Không tham dự            | Không tham dự            | Không tham dự            | Không tham dự            | Không tham dự            | Không tham dự            | Không tham dự            | Không tham dự            |
| 1968                 | Không tham dự            | Không tham dự            | Không tham dự            | Không tham dự            | Không tham dự            | Không tham dự            | Không tham dự            | Không tham dự            |
| 1970                 | Không tham dự            | Không tham dự            | Không tham dự            | Không tham dự            | Không tham dự            | Không tham dự            | Không tham dự            | Không tham dự            |
| 1972                 | Không vượt qua vòng loại | Không vượt qua vòng loại | Không vượt qua vòng loại | Không vượt qua vòng loại | Không vượt qua vòng loại | Không vượt qua vòng loại | Không vượt qua vòng loại | Không vượt qua vòng loại |
| 1974                 | Bỏ cuộc                  | Bỏ cuộc                  | Bỏ cuộc                  | Bỏ cuộc                  | Bỏ cuộc                  | Bỏ cuộc                  | Bỏ cuộc                  | Bỏ cuộc                  |
| 1976                 | Bỏ cuộc                  | Bỏ cuộc                  | Bỏ cuộc                  | Bỏ cuộc                  | Bỏ cuộc                  | Bỏ cuộc                  | Bỏ cuộc                  | Bỏ cuộc                  |
| 1978                 | Không tham dự            | Không tham dự            | Không tham dự            | Không tham dự            | Không tham dự            | Không tham dự            | Không tham dự            | Không tham dự            |
| 1980                 | Không vượt qua vòng loại | Không vượt qua vòng loại | Không vượt qua vòng loại | Không vượt qua vòng loại | Không vượt qua vòng loại | Không vượt qua vòng loại | Không vượt qua vòng loại | Không vượt qua vòng loại |
| 1982                 | Không tham dự            | Không tham dự            | Không tham dự            | Không tham dự            | Không tham dự            | Không tham dự            | Không tham dự            | Không tham dự            |
| 1984                 | Không vượt qua vòng loại | Không vượt qua vòng loại | Không vượt qua vòng loại | Không vượt qua vòng loại | Không vượt qua vòng loại | Không vượt qua vòng loại | Không vượt qua vòng loại | Không vượt qua vòng loại |
| 1986                 | Không vượt qua vòng loại | Không vượt qua vòng loại | Không vượt qua vòng loại | Không vượt qua vòng loại | Không vượt qua vòng loại | Không vượt qua vòng loại | Không vượt qua vòng loại | Không vượt qua vòng loại |
| 1988                 | Không vượt qua vòng loại | Không vượt qua vòng loại | Không vượt qua vòng loại | Không vượt qua vòng loại | Không vượt qua vòng loại | Không vượt qua vòng loại | Không vượt qua vòng loại | Không vượt qua vòng loại |
| 1990                 | Không vượt qua vòng loại | Không vượt qua vòng loại | Không vượt qua vòng loại | Không vượt qua vòng loại | Không vượt qua vòng loại | Không vượt qua vòng loại | Không vượt qua vòng loại | Không vượt qua vòng loại |
| 1992                 | Không vượt qua vòng loại | Không vượt qua vòng loại | Không vượt qua vòng loại | Không vượt qua vòng loại | Không vượt qua vòng loại | Không vượt qua vòng loại | Không vượt qua vòng loại | Không vượt qua vòng loại |
| 1994                 | Không vượt qua vòng loại | Không vượt qua vòng loại | Không vượt qua vòng loại | Không vượt qua vòng loại | Không vượt qua vòng loại | Không vượt qua vòng loại | Không vượt qua vòng loại | Không vượt qua vòng loại |
| 1996                 | Bỏ cuộc                  | Bỏ cuộc                  | Bỏ cuộc                  | Bỏ cuộc                  | Bỏ cuộc                  | Bỏ cuộc                  | Bỏ cuộc                  | Bỏ cuộc                  |
| 1998                 | Không vượt qua vòng loại | Không vượt qua vòng loại | Không vượt qua vòng loại | Không vượt qua vòng loại | Không vượt qua vòng loại | Không vượt qua vòng loại | Không vượt qua vòng loại | Không vượt qua vòng loại |
| 2000                 | Không vượt qua vòng loại | Không vượt qua vòng loại | Không vượt qua vòng loại | Không vượt qua vòng loại | Không vượt qua vòng loại | Không vượt qua vòng loại | Không vượt qua vòng loại | Không vượt qua vòng loại |
| 2002                 | Không vượt qua vòng loại | Không vượt qua vòng loại | Không vượt qua vòng loại | Không vượt qua vòng loại | Không vượt qua vòng loại | Không vượt qua vòng loại | Không vượt qua vòng loại | Không vượt qua vòng loại |
| 2004                 | Vòng 1                   | 16th                     | 3                        | 0                        | 0                        | 3                        | 1                        | 8                        |
| 2006                 | Không vượt qua vòng loại | Không vượt qua vòng loại | Không vượt qua vòng loại | Không vượt qua vòng loại | Không vượt qua vòng loại | Không vượt qua vòng loại | Không vượt qua vòng loại | Không vượt qua vòng loại |
| 2008                 | Vòng 1                   | 15th                     | 3                        | 0                        | 0                        | 3                        | 1                        | 7                        |
| 2010                 | Vòng 1                   | 14th                     | 3                        | 0                        | 1                        | 2                        | 2                        | 5                        |
| 2012                 | Không vượt qua vòng loại | Không vượt qua vòng loại | Không vượt qua vòng loại | Không vượt qua vòng loại | Không vượt qua vòng loại | Không vượt qua vòng loại | Không vượt qua vòng loại | Không vượt qua vòng loại |
| 2013                 | Không vượt qua vòng loại | Không vượt qua vòng loại | Không vượt qua vòng loại | Không vượt qua vòng loại | Không vượt qua vòng loại | Không vượt qua vòng loại | Không vượt qua vòng loại | Không vượt qua vòng loại |
| 2015                 | Không vượt qua vòng loại | Không vượt qua vòng loại | Không vượt qua vòng loại | Không vượt qua vòng loại | Không vượt qua vòng loại | Không vượt qua vòng loại | Không vượt qua vòng loại | Không vượt qua vòng loại |
| 2017                 | Không vượt qua vòng loại | Không vượt qua vòng loại | Không vượt qua vòng loại | Không vượt qua vòng loại | Không vượt qua vòng loại | Không vượt qua vòng loại | Không vượt qua vòng loại | Không vượt qua vòng loại |
| 2019                 | Tứ kết                   | 8th                      | 5                        | 0                        | 4                        | 1                        | 3                        | 4                        |
| 2021                 | Không vượt qua vòng loại | Không vượt qua vòng loại | Không vượt qua vòng loại | Không vượt qua vòng loại | Không vượt qua vòng loại | Không vượt qua vòng loại | Không vượt qua vòng loại | Không vượt qua vòng loại |
| 2023                 | Không vượt qua vòng loại | Không vượt qua vòng loại | Không vượt qua vòng loại | Không vượt qua vòng loại | Không vượt qua vòng loại | Không vượt qua vòng loại | Không vượt qua vòng loại | Không vượt qua vòng loại |
| 2025                 | Chưa xác định            | Chưa xác định            | Chưa xác định            | Chưa xác định            | Chưa xác định            | Chưa xác định            | Chưa xác định            | Chưa xác định            |
| 2027                 | Chưa xác định            | Chưa xác định            | Chưa xác định            | Chưa xác định            | Chưa xác định            | Chưa xác định            | Chưa xác định            | Chưa xác định            |
| Tổng cộng            | 4/32                     | 1 lần tứ kết             | 14                       | 0                        | 5                        | 9                        | 7                        | 24                       |

## Cầu thủ

### Đội hình hiện tại
Dưới đây là danh sách các cầu thủ được tuyển chọn cho vòng loại World Cup 2022 gặp Madagascar và CHDC Congo vào tháng 11 năm 2021.

Số trận và bàn thắng thống kê vào ngày 8 tháng 6 năm 2021, sau trận gặp Zambia.
| Số | VT | Cầu thủ              | Ngày sinh (tuổi)  | Trận | Bàn | Câu lạc bộ         |
| -- | -- | -------------------- | ----------------- | ---- | --- | ------------------ |
| 1  | TM | Fabien Farnolle      | 5 tháng 2, 1985   | 31   | 0   | BB Erzurumspor     |
| 16 | TM | Saturnin Allagbé     | 22 tháng 11, 1993 | 30   | 0   | Valenciennes       |
|    |    |                      |                   |      |     |                    |
| 2  | HV | Youssouf Assogba     | 21 tháng 8, 2001  | 15   | 0   | Boulogne           |
| 3  | HV | Khaled Adénon        | 28 tháng 7, 1985  | 75   | 2   | Avranches          |
| 4  | HV | Cédric Hountondji    | 19 tháng 1, 1994  | 18   | 0   | Clermont           |
| 5  | HV | Yohan Roche          | 7 tháng 7, 1997   | 5    | 1   | Adanaspor          |
| 6  | HV | Olivier Verdon       | 5 tháng 10, 1995  | 26   | 0   | Ludogorets Razgrad |
| 12 | HV | David Kiki           | 25 tháng 11, 1993 | 30   | 0   | Arda Kardzhali     |
| 13 | HV | Moïse Adiléhou       | 1 tháng 11, 1995  | 10   | 1   | NAC Breda          |
|    | HV | Melvyn Doremus       | 29 tháng 10, 1996 | 5    | 0   | FC Chambly         |
| 15 | HV | Junior Olaitan       |                   | 0    | 0   |                    |
| 14 | HV | Samadi Bourou        |                   | 1    | 0   | ASKO Kara          |
|    | HV | Djalilou Ouorou      | 18 tháng 7, 1997  | 3    | 0   | Les Buffles        |
|    |    |                      |                   |      |     |                    |
| 7  | TV | Mattéo Ahlinvi       | 2 tháng 7, 1999   | 7    | 0   | Dijon              |
| 8  | TV | Jordan Adéoti        | 12 tháng 3, 1989  | 43   | 1   | Annecy             |
| 18 | TV | Jérôme Bonou         | 27 tháng 1, 1994  | 6    | 0   | Djoliba            |
|    | TV | Sessi D'Almeida      | 20 tháng 11, 1995 | 19   | 1   | Pau                |
| 20 | TV | Jodel Dossou         | 17 tháng 3, 1992  | 41   | 6   | Clermont           |
| 21 | TV | Rodrigue Kossi       | 11 tháng 7, 2000  | 7    | 0   | Club Africain      |
|    |    |                      |                   |      |     |                    |
| 9  | TĐ | Steve Mounié         | 29 tháng 9, 1994  | 36   | 11  | Brest              |
| 10 | TĐ | Mickaël Poté         | 24 tháng 9, 1984  | 67   | 10  | Bandırmaspor       |
| 11 | TĐ | Tidjani Anaane       | 27 tháng 3, 1997  | 8    | 0   | Menemenspor        |
| 19 | TĐ | Désiré Segbé Azankpo | 6 tháng 5, 1993   | 14   | 0   | Dunkerque          |
| 22 | TĐ | Charbel Gomez        | 27 tháng 1, 2001  | 16   | 0   | Amiens             |
| 24 | TĐ | Marcellin Koukpo     | 6 tháng 4, 1995   | 14   | 2   | CS Constantine     |

### Triệu tập gần đây
| Vt | Cầu thủ            | Ngày sinh (tuổi)  | Số trận | Bt | Câu lạc bộ      | Lần cuối triệu tập              |
| -- | ------------------ | ----------------- | ------- | -- | --------------- | ------------------------------- |
| TM | Chérif Dine Akakpo | 1 tháng 12, 1997  | 2       | 0  | Les Buffles     | v. Zambia, 8 June 2021          |
| TM | Marcel Dandjinou   | 25 tháng 6, 1998  | 0       | 0  | JDR Stars       | v. Sierra Leone, 30 March 2021  |
|    |                    |                   |         |    |                 |                                 |
| HV | Séidou Barazé      | 20 tháng 10, 1990 | 24      | 0  | Schiltigheim    | v. Sierra Leone, 30 March 2021  |
| HV | Emmanuel Imorou    | 16 tháng 9, 1988  | 22      | 0  | Évian           | v. Sierra Leone, 30 March 2021  |
|    |                    |                   |         |    |                 |                                 |
| TV | Djiman Koukou      | 14 tháng 11, 1990 | 42      | 1  | Les Herbiers VF | v. Sierra Leone, 15 June 2021   |
| TV | Stéphane Sessègnon | 1 tháng 6, 1984   | 83      | 24 | Free agent      | v. Sierra Leone, 30 March 2021  |
|    |                    |                   |         |    |                 |                                 |
| TĐ | Cebio Soukou       | 2 tháng 10, 1992  | 17      | 2  | SV Sandhausen   | v. CHDC Congo, 6 September 2021 |
| TĐ | Jacques Bessan     | 15 tháng 9, 1993  | 9       | 1  | Olympique Béja  | v. Sierra Leone, 30 March 2021  |